# Peter Asher
Peter Asher (né le 22 juin 1944) est un guitariste, chanteur, gérant d'artiste et producteur de disques anglais. Il s'est fait connaître dans les années 1960 en tant que membre du duo vocal Peter and Gordon avant de poursuivre une carrière réussie en tant que gérant et producteur de disques, contribuant à favoriser entre autres les carrières de James Taylor et de Linda Ronstadt. Depuis 2018, il effectue une tournée aux côtés de Jeremy Clyde de Chad and Jeremy dans un nouveau duo intitulé Peter and Jeremy, où ils interprètent des succès de leurs catalogues respectifs,. En 2019, il publie un livre intitulé The Beatles from A to Zed (Les Beatles de A à Z) sur ses souvenirs personnels du groupe. Peyer Asher est le frère de Clare Asher, actrice de radio et inspectrice scolaire, et de Jane Asher.

## Biographie
Asher est né à l'hôpital Central Middlesex de Richard et Margaret Asher, née Eliot. Son père était médecin endocrinologue et hématologue et consultant en maladies sanguines et mentales à l'hôpital Central Middlesex, ainsi qu'animateur radio et auteur d'articles médicaux. La mère d'Asher était professeur de hautbois à la Guildhall School of Music and Drama à Londres, dont l'un des élèves était George Martin.

### Peter and Gordon
Après quelques apparitions à partir de l'âge de huit ans dans divers films, Asher se lie à son camarade de classe Gordon Waller (1945-2009), alors qu'il fréquentait l'école indépendante de Westminster en tant qu'externe. Ils commencent bientôt à jouer et à chanter ensemble en duo dans les cafés.
En 1962, Asher et Waller prennent officiellement le nom de Peter and Gordon. Leur premier (et plus grand) succès est la chanson de Lennon/McCartney A World Without Love de 1964. Au milieu des années 1960, la sœur d'Asher, Jane, est la petite amie de Paul McCartney. Grâce à cette connexion, Asher et Waller reçoivent trois chansons non enregistrées de Lennon et McCartney à interpréter.
Asher étudie ensuite la philosophie au King's College de Londres. En 1965, il est témoin lors du mariage de Marianne Faithfull avec John Dunbar à Cambridge.
Après la séparation de Peter and Gordon en 1968, Asher prend en charge le département A&R du label Apple Records des Beatles, où il signe un James Taylor alors inconnu et accepte de produire le premier album solo de l'auteur-compositeur-interprète. L'album n'est pas un succès, mais Asher est tellement convaincu du potentiel de Taylor qu'il démissionne de son poste chez Apple pour déménager aux États-Unis et travailler comme manager de Taylor. Asher produit la version de Paul Jones de And the Sun Will Shine des Bee Gees. Il produit également un certain nombre d'enregistrements de Taylor de 1970 à 1985, notamment Sweet Baby James, Mud Slide Slim and the Blue Horizon, JT et Flag.

### Années 1970-1980
Au début des années 1970, Asher dirige le groupe de country rock Country, qui a enregistré pour Atlantic Records via sa filiale Clean Records, avec Michael Fondiler et Tom Snow. Pendant un temps, Asher prend sous son aile la sœur de James Taylor, Kate Taylor . Lorsqu'elle quitte l'entreprise, elle recommande Asher à Linda Ronstadt, qui le prend comme manager. Asher obtient son plus grand succès en produisant une longue série d'albums pour James Taylor, dont Sweet Baby James, JT et Flag, et pour Linda Ronstadt, dont Heart Like a Wheel, Simple Dreams, Living in the USA, What's New, Canciones De Mi Padre, et Cry Like a Rainstorm, Howl Like the Wind.
En produisant des disques pour Ronstadt, JD Souther, Andrew Gold et Bonnie Raitt, Peter Asher joue un rôle important dans le façonnement du son rock californien dans les années 1970. Il est également l'un des partenaires originaux du Roxy Theatre à West Hollywood, qu'il ouvre le 23 septembre 1973 avec Elmer Valentine, Lou Adler et ses partenaires originaux David Geffen et Elliot Roberts.
En 1976, Asher et Waller se reforment pour le Beatlefest annuel de New York et quelques autres apparitions. Dans les années 1980, Asher travaille aussi sur des albums à succès pour des artistes aussi divers que Cher et 10,000 Maniacs.

### 1990 - 2010
En février 1995, Asher est nommé vice-président principal de Sony Music Entertainment. Début 2002, Asher quitte Sony et revient à plein temps à la gestion de carrière des artistes en tant que co-président de Sanctuary Artist Management, société fondée par Simon Renshaw qui gère les Dixie Chicks. En janvier 2005, il est nommé président, poste qu'il occupe jusqu'en septembre 2006, date à laquelle il démissionne. Il demeure cependant associé à la compagnie dans laquelle il gère des artistes dans de nombreux domaines d'activité au-delà de la simple musique, dont Pamela Anderson. Asher a retrouve également James Taylor en tant que producteur de l'album de retrouvailles Live at the Troubadour enregistré en 2007, avec Carole King et le groupe original de Taylor.
Entre 2005 et 2006, Peter et Gordon se reforment une fois de plus pour des concerts occasionnels. Gordon Waller meurt en 2009.

### Depuis
En 2011, Asher est le producteur exécutif de l'album de compilation Listen to Me: Buddy Holly et également superviseur musical, producteur et co-animateur de Buddy Holly: Listen to Me; The Ultimate Buddy Party. Interprété et filmé devant un public en direct, le concert hommage à Buddy Holly est diffusé sous le nom de PBS Pledge Special en décembre 2011 et en mai et juin 2012. L'émission spéciale reçoit le prix Silver Telly Award 2012, le plus prestigieux dans la catégorie des programmes télévisés.
Peter Asher est nommé Commandeur de l'Ordre de l'Empire britannique (CBE) lors du Nouvel An 2015 pour services rendus à l'industrie musicale britannique.
En mai 2017, Asher lance une série hebdomadaire d'une heure sur la station de radio Sirius XM sur les Beatles intitulée From Me To You.
Depuis 2016, Peter Asher donne des concerts, dont un au Edmonton Folk Music Festival, dans le cadre d'un duo avec Albert Lee qui présente des chansons de leurs deux carrières.
En 2018, Asher se produit avec Jeremy Clyde de Chad & Jeremy.
La fille d'Asher est la musicienne, réalisatrice et productrice Victoria Asher.

### Grammy Awards
Peter Asher a reçu les Prix Grammy Awards suivants :
- 1977 – Producteur de l’année, non classique (Simple Dreams, JT )
- 1989 – Producteur de l’année, non classique ( Cry Like a Rainstorm, Howl Like the Wind)
- 2002 – Meilleur album de comédie parlée ( Live 2002 ( Robin Williams ))